# 쇼지호

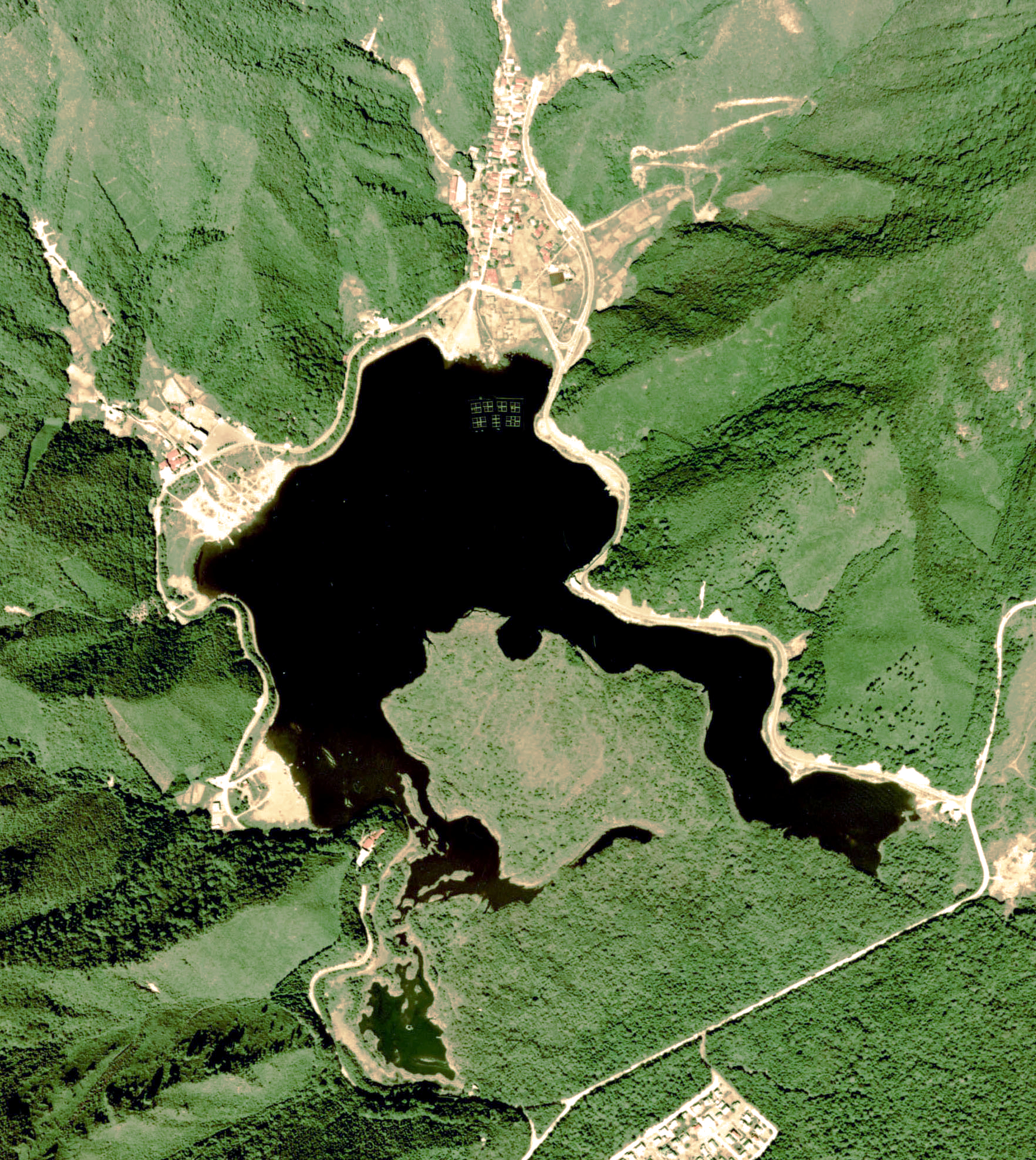
쇼지호

쇼지호(精進湖 쇼지코[*])는 일본 야마나시현 미나미쓰루군 후지카와구치코정에 있는 호수다. 후지 5호의 하나로 서쪽에서 2번째, 동쪽에서 4번째에 해당한다. 후지하코네이즈 국립공원의 특별 지역 내에 있다.

## 같이 보기
- 후지 5호
- 후지하코네이즈 국립공원